# Fichage (architecture)
Pour les populations, voir fichage des populations.
Dans le métier de la taille de pierre, le fichage est une technique de pose de pierres qui consiste à introduire du mortier dans les joints en utilisant un outil appelé fiche.